# 胡松图哈尔逊蒙古族乡
胡松图哈尔逊蒙古族乡是中华人民共和国新疆维吾尔自治区伊犁哈萨克自治州昭苏县下辖的一个民族乡。

## 行政区划
胡松图哈尔逊蒙古族乡下辖以下村级行政区划单位：
喀塔尔托别村、托孙托力哈村、木扎尔特村、喀拉苏村、阔斯托别村、喀拉布拉克村、喀拉克米尔村和阿克塔斯村。